# Amphimallon arianae
Amphimallon arianae är en skalbaggsart som beskrevs av Leon Fairmaire 1879. Amphimallon arianae ingår i släktet Amphimallon och familjen Melolonthidae. Inga underarter finns listade i Catalogue of Life.